# Taubes Gestein (Film)
Taubes Gestein (Originaltitel Терикони / Terykony, internationaler englischsprachiger Titel Boney Piles) ist ein Dokumentarfilm von Taras Tomenko, der im Februar 2022 bei der Berlinale seine Premiere feierte.

## Inhalt
Nastya lebt in der Ukraine und war gerade einmal sechs Jahre alt, als eine von russischen Terroristen am Silvesterabend abgefeuerte Rakete ihr Leben für immer veränderte. Wie die Mehrheit der Einwohner von Torezk wurde sie in eine Familie von Bergarbeitern hineingeboren. Die kleine Bergbaugemeinde 82 km nördlich von Donezk wurde 2014 von den vereinten russisch-separatistischen Kräften befreit und befand sich in der „Grauen Zone“ entlang der Angriffslinie. Fast täglich geriet die Gemeinde unter Beschuss.
Ein paar Jahre später begleitet sie der Regisseur auf ihren Streifzügen durch ein vom Krieg versehrtes Land.

## Produktion

### Filmstab und Drehort
Regie führte Taras Tomenko, der auch das Drehbuch schrieb. Er studierte an der Nationalen Universität für Theater, Film und Fernsehen in Kiew und an der Nationalen Taras-Schewtschenko-Universität. Sein Kurzfilm Tyr wurde 2001 bei der Berlinale in der Sektion Panorama ausgezeichnet.

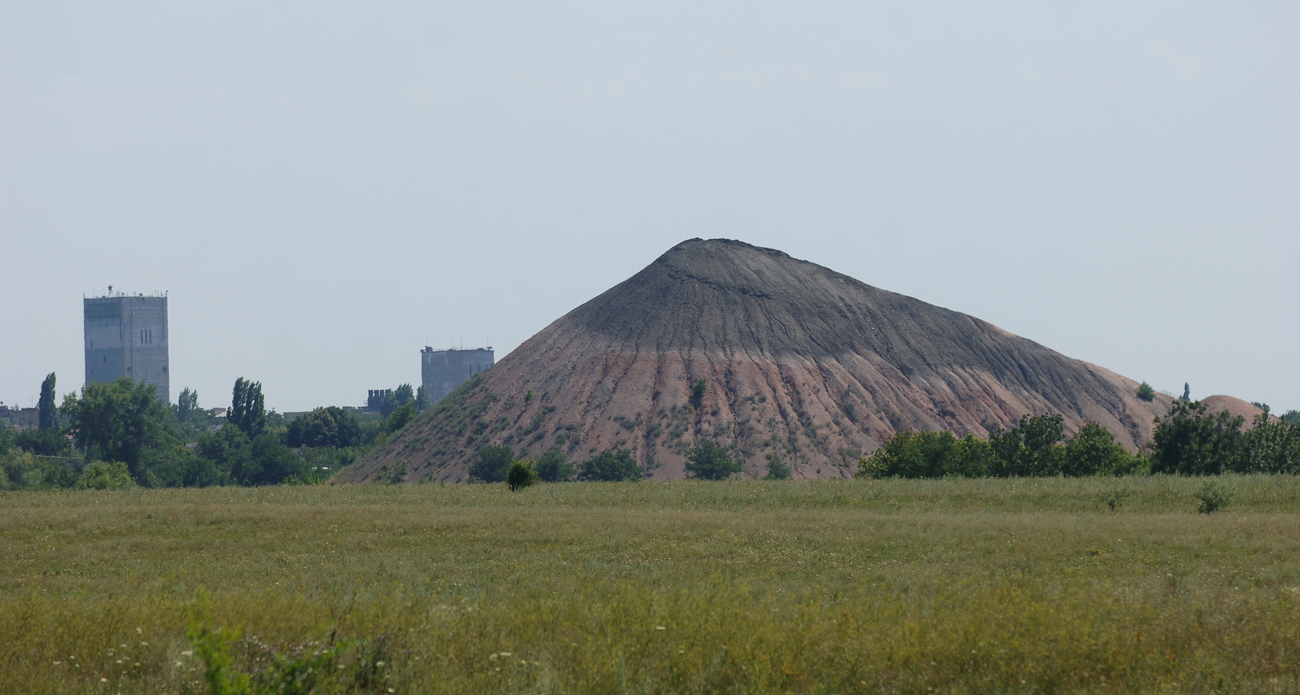
Eine der titelgebenden Bergbauhalden („Terykony“ = Haufen) in der Stadt Torezk

Der Donbass, wo sich auch Torezk befindet, war mit seinen 6,5 Millionen Einwohnern einst das größte Industriezentrum der Ukraine und zugleich wichtiger Kohleproduzent. 200 Jahre lang wurden hier rund 15 Milliarden Tonnen des fossilen Brennstoffes abgebaut. Nach dem Zerfall der Sowjetunion wurden viele Bergwerke unrentabel und daher stillgelegt. Seit dem Ausbruch des Konflikts zwischen der Ukraine und den von Russland unterstützten Separatisten im Jahr 2014 ruht die Arbeit in etlichen Minen. Stillgelegte Kohlebergwerke drohen das Grundwasser zu verseuchen und machen den Donbass zunehmend unbewohnbar. Auch durch den radioaktiven Restmüll droht dem Kriegsgebiet in der Ostukraine eine ökologische Katastrophe.
Bei den titelgebenden „Terykony“ (ukr. für „Haufen“ beziehungsweise im Fall von Boney Piles für „Knochenhaufen“) handelt es sich um Bergbauhalden, die unverwechselbar typisch für die Gegend sind. Der Titel ist insofern doppeldeutig, dass er auch  auf menschliche Überreste anspielt.

### Filmmusik und Veröffentlichung
Die Filmmusik komponierte die Ukrainerin Alla Sahajkewytsch. Sie ist auch als Performancekünstlerin, Organisatorin elektroakustischer Musikprojekte und Musikwissenschaftlerin tätig.
Die Premiere erfolgte am 15. Februar 2022 bei den Internationalen Filmfestspielen in Berlin, wo er in der Sektion Generation gezeigt wurde. Im April 2022 wurde er beim Festival des mittel- und osteuropäischen Films goEast vorgestellt und Ende Mai, Anfang Juni 2022 beim Kinder- und Jugendfilmfestival in Zlín. Im Oktober 2022 wurde er beim Internationalen Filmfestival Warschau und beim DOK Leipzig gezeigt.

## Rezeption

### Kritiken

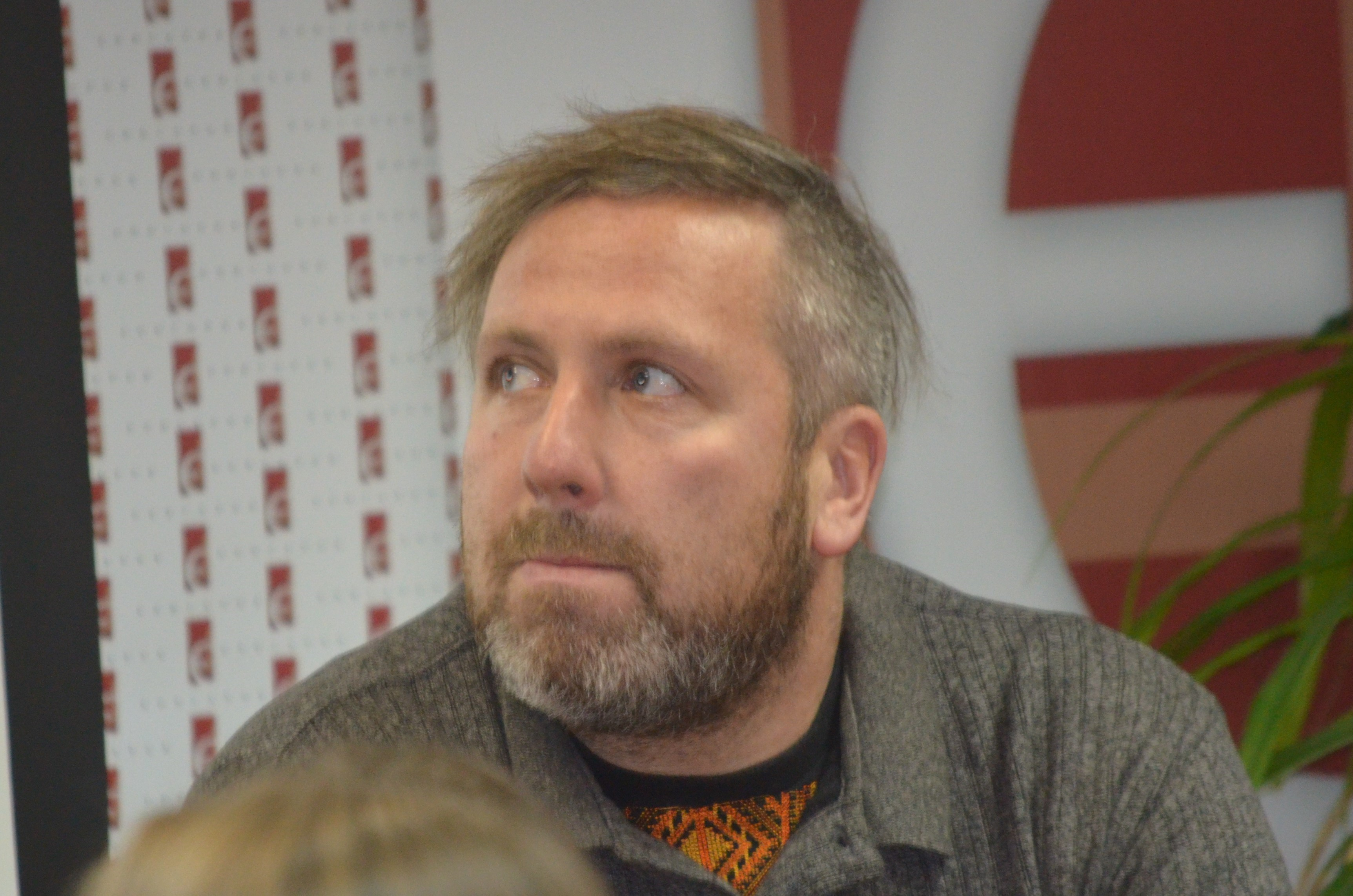
Der ukrainische Regisseur Taras Tomenko

Lida Bach schreibt auf der Website von moviebreak.de, Taras Tomenkos verstörendes Amalgam aus Kindheitsstudie und Kriegsreportage, mit Szenen von Kindern, die über pechschwarzes Gestein klettern, das sich im Zwielicht unheilvoll auftürmt, wirke wie aus einem Albtraum, den Nastya und ihre Freunde jeden Tag leben. Es gebe hier keine Orte mehr, keine Natur, kein Geld, keine Familie außer den resignierten Erwachsenen und keine Zuflucht außer in Pop-Songs und alte DVDs. Das Nichts wirke noch beängstigender als die seit fast zehn Jahren andauernden Kampfhandlungen und umgebe die Kinder sowohl figürlich als auch praktisch. Wie selbstverständlich spreche Nastya von dem einzigen Ende in Sicht, ihrem Selbstmord an einem geeigneten Ort, den sie schon ausgesucht hat. Wenn sie mit den Kindern durch das ukrainische Niemandsland streift, dessen Zwielicht die Kamerabilder noch gespenstischer machten, wirke es, als suchten sie zwischen zerbombten Häusern, Sowjetrelikten und den titelgebenden Kohlebergen einen Rest Kindheit, so Bach.

### Auszeichnungen
goEast – Festival des mittel- und osteuropäischen Films 2022
- Nominierung für die „Goldene Lilie“ im Wettbewerb
- Auszeichnung als Bester Dokumentarfilm mit dem CEEOL Award (Taras Tomenko)
- Auszeichnung mit dem FIPRESCI-Preis für Dokumentarfilme (Taras Tomenko)[5][9]

Internationale Filmfestspiele Berlin 2022
- Nominierung im Wettbewerb Generation Kplus
- Nominierung für den Berlinale-Dokumentarfilmpreis[10][11]

Internationales Filmfestival Warschau 2022
- Nominierung im Odesa-Warszawa: Ukrainian Competition
- Auszeichnung als Bester ukrainischer Dokumentarfilm (Taras Tomenko)[12][13]

Odessa International Film Festival 2022
- Nominierung im nationalen Wettbewerb
- Auszeichnung als Bester Dokumentarfilm[14][15]